# Luis Orantes
Luis Orantes Carrascosa (ur. 27 października 1988) – gwatemalski zapaśnik walczący w stylu wolnym. Zajął 41 miejsce na mistrzostwach świata w 2011. Piąty na igrzyskach panamerykańskich w 2011. Brązowy medalista mistrzostw panamerykańskich w 2011 i mistrzostw Ameryki Płd. w 2012. Drugi na igrzyskach Ameryki Środkowej w 2013 roku.